# Walerij Iordan
Walerij Iordan ros. Валерий Иордан (ur. 14 lutego 1992) – rosyjski lekkoatleta specjalizujący się w rzucie oszczepem.
Na początku sezonu 2009 – 17 maja – we Włodzimierzu używając oszczepu o wadze 700 gramów wynikiem 83,02 ustanowił rekord Europy juniorów młodszych. W dalszej części sezonu zajął 9. miejsce w mistrzostwach świata kadetów oraz zdobył złoty medal europejskiego festiwalu młodzieży. Piąty oszczepnik mistrzostw Europy juniorów w Tallinnie (2011). Wicemistrz Europy z 2012 roku. 
Medalista mistrzostw Rosji w różnych kategoriach wiekowych oraz reprezentant kraju w zimowym pucharze Europy w rzutach.
Rekord życiowy: 83,56 (28 lutego 2013, Adler).

## Osiągnięcia
| Rok  | Impreza                                 | Miejsce               | Pozycja           | Wynik |
| ---- | --------------------------------------- | --------------------- | ----------------- | ----- |
| 2009 | Mistrzostwa świata juniorów młodszych   | Tyrol Południowy      | 9. miejsce        | 69,14 |
| 2009 | Olimpijski festiwal młodzieży Europy    | Tampere               | 1. miejsce        | 75,56 |
| 2011 | Zimowy puchar Europy w rzutach          | Sofia                 | 3. miejsce        | 79,49 |
| 2011 | Mistrzostwa Europy juniorów             | Tallinn               | 5. miejsce        | 75,47 |
| 2012 | Zimowy puchar Europy w rzutach          | Bar                   | 3. miejsce        | 75,58 |
| 2012 | Mistrzostwa Europy                      | Helsinki              | 2. miejsce        | 83,23 |
| 2013 | Zimowy puchar Europy w rzutach          | Castellón de la Plana | 1. miejsce (U23)  | 82,89 |
| 2013 | Uniwersjada                             | Kazań                 | 11. miejsce       | 73,49 |
| 2013 | Mistrzostwa świata                      | Moskwa                | el. – 25. miejsce | 76,92 |
| 2014 | Mistrzostwa Europy                      | Zurych                | 7. miejsce        | 78,40 |
| 2015 | Zimowy puchar Europy w rzutach          | Leiria                | 1. miejsce        | 83,00 |
| 2015 | Superliga drużynowych mistrzostw Europy | Czeboksary            | 3. miejsce        | 78,32 |
| 2015 | Mistrzostwa świata                      | Pekin                 | el. – 32. miejsce | 73,43 |